# Peter Sloterdijk
Peter Sloterdijk (Karlsruhe, 26 juni 1947) is een Duitse cultuurfilosoof.
Sloterdijk, zoon van een Duitse moeder en een Nederlandse vader, studeerde van 1968 tot 1974 filosofie, germanistiek en geschiedenis aan de Ludwig-Maximilians-Universiteit München en de Universiteit van Hamburg. In 1976 promoveerde hij aan de Universiteit van Hamburg. Vanaf 1980 publiceerde Sloterdijk vele essays, waaronder Kritik der zynischen Vernunft. In 2001 werd Sloterdijk benoemd tot rector van de Staatliche Hochschule für Gestaltung te Karlsruhe.

## Sloterdijks plaats binnen de westerse filosofie
Zijn werk Kritiek van de cynische rede dat in 1983 verscheen, bracht de nog jonge Sloterdijk haast onmiddellijke roem als een van de meest gelezen en vooral beruchte filosofen van de moderne tijd. Hoewel sommige filosofen hem zijn gebrek aan academische gestrengheid en zijn aforistische stijl verweten, waren er anderen, zoals Habermas, die hem wel serieus namen. Hoewel hij nu een academisch filosoof is en aan universiteiten onderwijst, is zijn schrijfstijl onveranderd gebleven. Ook zijn de onderwerpen waar hij zich op richt even ongewoon als vroeger.
Peter Sloterdijk houdt zich niet bezig met de grote metafysische, ontologische en epistemologische problemen. Over de traditionele 'Grote thema's' van de filosofie zegt hij in Kritiek van de cynische rede het volgende:
De grote thema's waren niets anders dan ontwijkingen en halve waarheden. Deze futiele hoge vluchten - God, het Universum, Theorie, Praxis, Subject, Object, Lichaam en Geest, Betekenis, Het Niets - dit alles is niets. Het zijn slechts namen voor jonge mensen, voor buitenstaanders, geestelijken en sociologen...
Als postmodernist heeft Sloterdijk geen plaats voor absolute waarheid. Evenmin bestaat voor hem zoiets als algemeen geldende ethische principes. Hij geeft zelf dus ook geen sluitende antwoorden op vragen waar ieder mens mee zit, zoals 'Hoe moet ik leven?' en 'Door welke waarden en principes moet ik me laten leiden?' In tegenstelling tot bijvoorbeeld Marx en Kant bouwt hij geen immanent filosofisch systeem van deugden en waarden op. 
Nieuwe waarden? Nee bedankt!
In 'Kritiek van de Cynische rede' accepteert hij dat de huidige westerse maatschappij vooral gebaseerd is op nihilisme, maar stelt hij een andere benadering voor. De huidige houding die mensen tegenover het nihilisme aannemen, is cynisme, dat hij als uitvloeisel van de Verlichting ziet. Dit cynisme plaatst hij tegenover het kynisme, dat hij prefereert als een betere reactie tegenover nihilisme.
In zijn meer recente werk, de trilogie 'Sferen', is zijn basisgedachte dat 'wie in de wereld is, ook altijd in een sfeer is', van de intieme sfeer van het paar (bijvoorbeeld de geliefden), naar grote metafysische stelsels (bijvoorbeeld Plato), van microsferen naar macrosferen.
Daarna publiceerde hij Zorn und Zeit (Nederlandse vertaling Woede en Tijd), enkele kleinere werken, Gottes Eifer. Vom Kampf der drei Monotheïsmen. (Verlag der Weltreligionen im Insel Verlag, 2007), over de historische wedijver tussen jodendom, christendom en islam, en het kleine werkje Theorie der Nachkriegszeiten - Bemerkungen zu den deutsch-französischen Beziehungen seit 1945 (72 pagina's, juli 2008).
In maart 2009 verscheen in Duitsland zijn volgende grotere essay, waarvan de hoofdtitel ontleend is aan een passage uit een sonnet van de dichter Rilke: Du mußt dein Leben ändern - Über Anthropotechnik (714 pagina's).
In 2011 ontving Sloterdijk een eredoctoraat van de Radboud Universiteit.
In 2014 zag Die schrecklichen Kinder der Neuzeit. Über das anti-genealogische Experiment der Moderne (Nederlandse vertaling De verschrikkelijke kinderen van de nieuwe tijd) het licht (489 pagina's). Het is een uitgebreid werk over de moderniteit die beschreven wordt als een breuk met traditie - traditie die vanuit die moderniteit als negatief beoordeeld wordt. In de plaats komt het steeds sneller vooruit lopen om toch maar niet te vallen. Sloterdijk wordt er met de jaren niet milder op.
Naar aanleiding van zijn 60-jarige verjaardag schreef collega Rüdiger Safranski een artikel over hem in Die Welt, waarin hij hem betitelde als de meest polariserende en tevens meest humoristische filosoof van deze tijd: "Kein deutscher Philosoph ist in seiner Produktivität derart polarisierend und zugleich humorvoll".

## Kritiek op Sloterdijk
Hoewel Sloterdijk in Die Zeit ook wel is geroemd als "Großintellektueller" is hij géén onomstreden auteur.
Zo werd hij naar aanleiding van zijn lezing Regeln für den Menschenpark (Regels voor het Mensenpark), die hij eind juli 1999 hield in het Beierse slot Elmau, er door tegenstanders van beschuldigd een pleidooi te houden voor eugenetica. Ze verweten hem een fascist en bovendien een antisemiet te zijn. Enkele journalisten brachten delen van Sloterdijks lezing naar buiten. Het  thema van de rede was niet genetische manipulatie maar het einde van het literaire humanisme. Sloterdijk beschouwde dit humanisme als een remmende kracht omdat jonge mensen erdoor werden aangezet tot beschaving en zelfbeheersing. De media hadden deze beschavende invloed echter onderuitgehaald, en daarom was er nu opnieuw behoefte aan een 'remmende factor'. Daarbij sloot de filosoof genetische manipulatie niet uit. De school heeft de concurrentie met de massamedia verloren, stelt Sloterdijk. "De mensheid moet op zoek naar nieuwe methoden om zichzelf te temmen." De invloed van Nietzsche is nooit veraf bij Sloterdijk.
Sloterdijks aforistische, literaire stijl is wat minder toegankelijk voor lezers die iets meer houvast wensen, of verwachten dat hij met conclusies komt aanzetten. Zo ook oud-eurocommissaris Frits Bolkestein, die Sloterdijk in een debat openlijk aanviel op zijn theorieën en de waarde van zijn filosofisch werk: "Pure fantasie, professor!" en "U presenteert helemaal geen theorie, uw boek is een verzameling bon mots, anekdotes, verhalen!"

### Duitse edities
Voor een complete lijst van de oorspronkelijke Duitse edities zie externe link naar Peter Sloterdijk in de Duitstalige Wikipedia.
In maart 2009 verscheen, later dan was aangekondigd (november 2008), zijn werk, Du mußt dein Leben ändern - Über Anthropotechnik (uitg. Suhrkamp Verlag, Frankfurt am Main).

### Nederlandse vertalingen
- Kritiek van de cynische rede (1984, vert. Tinke Davids)
- De toverboom: het ontstaan van de psychoanalyse in het jaar 1785 - episch essay over de filosofie van de psychologie (1986, vert. Thomas Graftdijk)
- Eurotaoïsme: over de kritiek van de politieke kinetiek (1991, vert. W. Hansen)
- Europa, mocht het ooit wakker worden: ideeën voor het program van een wereldmacht aan het einde van het tijdperk van haar politieke absentie (1995, vert. Hans Driessen)
- In hetzelfde schuitje: proeve van een hyperpolitiek (1997, vert. Hans Driessen)
- Mediatijd (1999, vert. Hans Driessen & Paul Beers)
- Kansen in de gevarenzone: kanttekeningen bij de variatie in spiritualiteit na de secularisatie (2001)
- Regels voor het mensenpark: kroniek van een debat (2000, vert. Paul Beers)
- Sferen. I. Bellen, microsferologie, II. Globes, macrosferologie (2004, vert. Hans Driessen)
- Hartslag van de wereld – interviews met Alain Finkielkraut (2005, vert. uit het Frans Walter van der Star) ISBN 90-8506-050-8
- Het kristalpaleis: een filosofie van de globalisering (2006, vert. Hans Driessen) ISBN 90-8506-127-X
- Woede en Tijd: een politiek-psychologisch essay (2007, vert. Hans Driessen) ISBN 978-90-8506-416-9
- Kansen in de gevarenzone in: voorwoord bij William James' De wil om te geloven (2007)
- Het heilig vuur: over de strijd tussen jodendom, christendom en islam (2008, vert. Frans van Zetten) ISBN 978-90-8506-588-3
- Sferen. Band 2.  III Schuim, plurale sferologie (2009, vert. Hans Driessen) ISBN 978-90-8506-675-0
- Je moet je leven veranderen: over antropotechniek (2011, vert. Hans Driessen) ISBN 978-90-8506-844-0
- De verschrikkelijke kinderen van de nieuwe tijd (2015, vert. Hans Driessen) ISBN 978-90-8953-443-9
- God, geest, geld - Peter Sloterdijk en Thomas Macho ISBN 9789086871544
- Filosofische temperamenten (2010, vert. Mark Wildschut) ISBN 9789461050076
- Het Schelling-project (2017, vert. Huub Stegeman) ISBN 9789024406654
- Wat gebeurde er in de twintigste eeuw? (2018, vert. Mark Wildschut) ISBN 9789058755544
- Polyloquia: Een brevier (2019, vert. Mark Wildschut) ISBN 9789024415724
- Licht en geluid (2020, vert. Mark Wildschut) ISBN 9789024432493
- Theopoëzie: De hemel tot spreken brengen (2021, vert. Mark Wildschut) ISBN 9789024433360

Van zijn publicatie Theorie der Nachkriegszeiten is nog niets omtrent een eventuele Nederlandse vertaling bekend.
- Bibsys: 90542822
- Biblioteca Nacional de España: XX884385
- Bibliothèque nationale de France: cb12034531p (data)
- Catàleg d'autoritats de noms i títols de Catalunya: 981058521712706706
- CiNii: DA01224987
- Digitale Bibliotheek voor de Nederlandse Letteren: slot012
- Gemeinsame Normdatei: 118825968
- International Standard Name Identifier: 0000 0001 2124 4790
- Library of Congress Control Number: n80105526
- Nationale Bibliotheek van Letland: 000031653
- MusicBrainz: 57ec2732-3985-4cbd-a719-75242c9d8292
- Bibliotheek van het Japanse parlement: 00475219
- Nationale Bibliotheek van Tsjechië: jn20010601501
- Nationale bibliotheek van Australië: 35276844
- Nationale Bibliotheek van Israël: 987007313785505171
- Nationale Bibliotheek van Polen: a0000002768072
- Nationale en Universitaire bibliotheek Zagreb: 000017590
- Nederlandse Thesaurus van Auteursnamen: 068451210
- Réseau des bibliothèques de Suisse occidentale: 02-A003837915
- Istituto Centrale per il Catalogo Unico: RAVV075594
- LIBRIS: 228987
- Système universitaire de documentation: 02852683X
- Trove: 893858
- Virtual International Authority File: 24617510
- WorldCat: E39PBJghmgqgd37vtptfcxDwmd